# Заболоття (пункт контролю)
51°37′45.6″ пн. ш. 24°15′4.9″ сх. д. / 51.629333° пн. ш. 24.251361° сх. д.
Заболо́ття — пункт пропуску через державний кордон України на кордоні з Білоруссю.
Розташований у Волинській області, Ратнівський район, на залізничній станції Заболоття в однойменному селищі міського типу на залізничному відрізку Ковель — Берестя (Білорусь). З білоруського боку знаходиться пункт пропуску «Хотислав».
Вид пункту пропуску — залізничний. Статус пункту пропуску — міжнародний.
Характер перевезень — пасажирський, вантажний.
Окрім радіологічного, митного та прикордонного контролю, пункт пропуску «Заболоття» може здійснювати санітарний, фітосанітарний, ветеринарний та екологічний контроль.
Пункт пропуску «Заболоття» входить до складу митного посту «Доманово» Ягодинської митниці. Код пункту пропуску — 20508 12 00 (12).

## Галерея

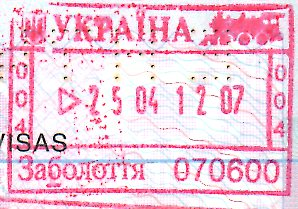
Штамп залізничного пункту пропуску "Заболоття"